# Elsdorf (Rheinland)
 For alternative betydninger, se Elsdorf. (Se også artikler, som begynder med Elsdorf)
Elsdorf er en by i Rhein-Erft-Kreis, i Nordrhein-Westfalen i Tyskland. Den ligger ca 5 km sydvest for Bergheim og 30 km vest for Köln.

## Personligheder
- Werner Marx (1746-1806), Generalsekretærfor Ærkebiskoppen i Köln.
- Eugen Langen (1833-1895), iværksætter, ingeniør og opfinder, medstifter af Elsdorf sukkerfabrikken Pfeifer & Langen
- Nick Hein (1984-), UFC-kæmper siden 2014.